# Destructive device
Destructive device (zu deutsch etwa: ‚destruktives‘ oder ‚zerstörerisches Gerät‘) ist ein englischsprachiger Begriff aus dem Rechtssystem der Vereinigten Staaten von Amerika.
Ein destruktives Gerät ist demnach eine Schusswaffe oder ein Sprengsatz, der in den USA durch den National Firearms Act von 1934 geregelt wird. Beispiele für destruktive Geräte sind Handgranaten und Schusswaffen mit einer Mündungsöffnung von mehr als einem halben Zoll (= 12,7 mm) einschließlich einiger halbautomatischer Schrotflinten, unabhängig von deren Kaliber.
Während die aktuellen Bundesgesetze ein destruktives Gerät nicht generell verbieten, haben einige Staaten die Abgabe an Zivilisten grundsätzlich untersagt. In den Staaten, in denen sie für Zivilisten generell verboten sind, dürfen nur Strafverfolgungsbehörden und militärisches Personal derartige Geräte besitzen.
Alle unter den National Firearms Act fallenden Schusswaffen und sonstige zerstörerischen Geräte müssen registriert sein beim Bureau of Alcohol, Tobacco, Firearms and Explosives, welches den Einsatz, den Transport und die Lagerung genau überwacht.
Der Besitz eines destructive device ist steuerpflichtig. Die Definition für „zerstörerisches Gerät“ ist in Titel 26, Subtitel E, Kapitel 53, Teil I, § 5845 des Internal Revenue Code wie folgt geregelt:
(1) Jeder Spreng- oder Brandsatz oder Giftgas in (A) einer Bombe, (B) einer Granate oder (C) einer Rakete mit einer Treibladung von mehr als vier Unzen (= 113,4 g), einer (D) Rakete mit einer Sprengladung von mehr als 1/4 Unze (= 7,09 g), (E) einer Mine oder (F) einem vergleichbaren Gerät.
(2) Jede Waffe, unter welchem Namen auch immer bekannt bzw. jeder Mechanismus, welcher sich leicht umwandeln lässt, ein Projektil durch die Einwirkung von Sprengstoff oder anderen Treibmitteln aus einem Lauf zu treiben, der eine Bohrung von mehr als einem halben Zoll Durchmesser hat, mit Ausnahme einer Schrotflinte, die allgemein anerkannt und besonders geeignet ist für sportliche Zwecke und
(3) Jede Kombination von Einzelteilen, bestimmt oder geeignet, um in ein Gerät umgewandelt zu werden wie in den Abschnitten (1) oder (2) beschrieben.
Der Begriff des zerstörerischen Geräts umfasst nicht solche Geräte, die weder konstruiert noch umgebaut wurden als Waffe und nicht solche Geräte, die zwar ursprünglich für den Einsatz als Waffe vorgesehen waren, jedoch umgebaut wurden als Signalpistole, pyrotechnische Abschussvorrichtung oder ähnliches Gerät. Ebenfalls nicht umfasst wird Munition, die mit Genehmigung des United States Secretary of the Army verkauft wird gemäß den Bestimmungen von Abschnitt 4684 (2), 4685 oder 4686 des Titels 10 des United States Code sowie solche Geräte, die nicht als Waffe eingestuft wurden und antike oder nur für sportliche Zwecke nutzbare Waffen.